# بخش دانفورث، شهرستان پاین، مینه سوتا
بخش دانفورث (به انگلیسی: Danforth Township) یک منطقهٔ مسکونی در ایالات متحده آمریکا است که در شهرستان پین، مینه‌سوتا واقع شده‌است.
 بخش دانفورث ۹۴٫۰ کیلومتر مربع مساحت و ۸۴ نفر جمعیت دارد و ۳۳۱ متر بالاتر از سطح دریا واقع شده‌است.